# Gnophos epicearia
Gnophos epicearia là một loài bướm đêm trong họ Geometridae.